# Mário Palma
Mário Palma, né le 27 juin 1950, est un entraîneur portugais de basket-ball.

## Carrière
Il a remporté le Championnat de Tunisie masculin de basket-ball 2016 avec le Club africain face à l'Étoile sportive du Sahel. Son équipe perd le premier match (69-73) après prolongations à Sousse et remporte son deuxième match (64-56) à Tunis. Un match d'appui à Sousse est nécessaire et le Club africain le remporte.

## Palmarès
- Champion de Tunisie : 2016

### Sélection nationale

#### Championnat d'Afrique
- Médaille d'or au championnat d'Afrique 2017 ( Tunisie)